# Eugeniusz Nako
Eugeniusz Nako, właśc. Eugeniusz Władysław Nakoneczny (ur. 26 czerwca 1916, zm. 21 marca 1970) – polski oficer, muzyk, kompozytor.

## Życiorys
Urodził się 26 czerwca 1916. Pochodził ze Lwowa. Podczas II wojny światowej był więźniem łagrów sowieckich, następnie służył w 15 Wileńskim Batalionie Strzelców, był oficerem 2 Korpusu Polskich Sił Zbrojnych na Zachodzie i w stopniu kapitana uczestniczył w kampanii włoskiej. Po wojnie osiadł w Wielkiej Brytanii i udzielał się muzycznie w Londynie, gdzie był kompozytorem, właścicielem i dyrygentem tanecznej orkiestry, gitarzystą i piosenkarzem. Zdobył pierwszą nagrodę na Festiwalu Piosenek Wspólnoty Brytyjskiej (Commonwealth Song Festival) 2 grudnia 1966 w Gibraltarze za utwór pt. „Please Forgive Me” (słowa: Kathleen Cunningham). Do konkursu zgłoszono 143 piosenki. W edycji z 1968 tego festiwalu jego piosenka pt. „Ma Paradise” (słowa: Kathleen Cunningham), została zakwalifikowana z grona 194 zgłoszonych utworów do ścisłego finału 10 piosenek. Zmarł nagle 21 marca 1970. Został pochowany na cmentarzu Chiswick New Cemetery w Londynie.
Jego żoną była Janina Nakoneczna (1924-1994), pochowana na tym samym cmentarzu.